# Metropolitano de Copenhaga
O metro de Copenhaga é um sistema de metropolitano, inaugurado em 2002, com duas linhas ( M1 e M2) e 22 estações, sendo 13 acima do solo.

## História

Diagrama da rede de metropolitano de Copenhaga.

O metro foi o resultado de um relatório de 1992 do futuro dos transportes na capital dinamarquesa. Foi decidido que a rede de metropolitano seria construída ao mesmo tempo que se erguiam novos edifícios para evitar a desorganização do crescimento urbano acelerado.
O plano final, proposto em 1996, consistia em duas linhas que seguiriam o mesmo trilho desde o distrito de Vanløse, atravessaria o centro até ao final da ilha de Amager. Aí separar-se-ia para Oeste (M1) e para Este (M2). As linhas foram inauguradas em 2002 e foram alongadas para o traçado actual em 2003.
O metro transportou 60.000.000 passageiros em 2016, cerca de 164.000 por dia, e está bem integrado no sistema de transportes públicos de Copenhaga.
Em Dezembro de 2005, os municípios de Copenhaga e Frederiksberg acordaram que se faria uma linha circular que será inaugurada em julho de 2019.

## Linhas
A duas linhas têm um total de 22 estações e 20,5 quilómetros.
| Linha | Cor     | Nome                     | Inauguração | Comprimento | Número de estações |
| ----- | ------- | ------------------------ | ----------- | ----------- | ------------------ |
| M1    | Verde   | Vanløse ⇌ Vestamager     | 2002        | 14,3 km     | 15                 |
| M2    | Amarelo | Vanløse ⇌ Lergravsparken | 2002        | 10,2 km     | 11                 |